# Stephan Leyhe
Stephan Leyhe, född 5 januari 1992, är en tysk backhoppare som ingick i det tyska lag som vann silver i lagtävlingen vid Olympiska vinterspelen 2018. Han ingick även i det tyska laget som vann guld i lagtävlingen i stor backe vid Världsmästerskapen i nordisk skidsport 2019.
I mars 2025 meddelade Leyhe att han avslutar idrottskarriären efter säsongen.